# Vladislav I.
Vladislav I. (1070? – 12. dubna 1125, Praha) byl český kníže od října 1109 do prosince 1117 a znovu od 16. srpna 1120 do své smrti. Jméno získal po svém strýci, polském knížeti Vladislavu Hermanovi.

## Původ
Vladislav byl druhorozeným synem krále Vratislava I. a Svatavy Polské, třetím z Vratislavových synů, kteří se vystřídali na českém trůně, bratrem Bořivoje II. a Soběslava I. a mladším (nevlastním) bratrem Břetislava II.
Jeho nejstarší syn Vladislav se stal knížetem a později druhým českým králem, od něhož se odvozovala linie dědičných českých králů, počínaje synem Vladislava II. a vnukem Vladislava I. Přemyslem Otakarem.

## Bořivoj II., Svatopluk a Vladislav

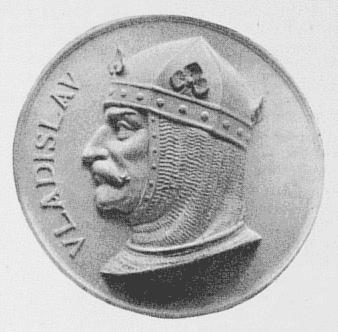
Vladislav I. na medailonu z 19. století od sochaře Anotonína Poppa

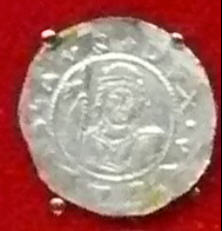
Vladislavův denár

Tak jako u většiny Přemyslovců se o Vladislavově mládí příliš neví, zřejmě ale žil celou dobu, než se stal knížetem, v Praze. Když se Svatopluk Olomoucký pokusil v roce 1105 sesadit Vladislavova bratra Bořivoje II., stál ještě na Bořivojově straně. Bořivoj si proti sobě ovšem popudil většinu velmožů, obklopil se novými rádci a i Vladislav se přidal na stranu svého bratrance Svatopluka.
Druhý pokus o převzetí vlády v roce 1107 Svatoplukovi vyšel. Stal se knížetem, přičemž součástí dohody se šlechtou byl slib, že Svatoplukovým nástupce se stane Vladislav. Svatopluk zemřel během výpravy v Polsku v roce 1109 a převážně moravským vojskem byl na návrh velmože Vacka za knížete zvolen Ota II. Olomoucký, Svatoplukův bratr. Česká šlechta ale trvala na předchozí dohodě a Ota ustoupil.

## Kníže
Během Vladislavovy cesty do Říše, kam odjel přijmout Čechy v léno, obsadil Bořivoj II. Prahu. Vladislav ovšem rychle získal podporu císaře Jindřicha V. – za 500 hřiven stříbra. Jindřich v lednu 1110 na setkání znepřátelených stran v Rokycanech potvrdil Vladislavovu vládu.
Kníže se poté tvrdě vypořádal se svými odpůrci, mladší bratr Soběslav I. uprchl do Polska, kde na svoji stranu získal knížete Boleslava III. Křivoústého; postupně došlo k několika polským vpádům do Čech, během kterých byla krátce obsazena Praha, v říjnu pak svedena pro Čechy prohraná bitva na Trotině ve východních Čechách. Soběslav se nakonec díky Křivoústému mohl vrátit z exilu a získal do správy různé úděly.
V lednu 1114 dosáhl Vladislav I. významného diplomatického úspěchu. Na svatbě Jindřicha V. s Matyldou Anglickou v Mohuči zastával jako kníže úřad nejvyššího číšníka. Tato událost byla předstupněm pro právo českých panovníků náležet mezi kurfiřty a volit německého krále.
Od roku 1115 se znepřátelení představitelé přemyslovského rodu postupně sbližovali. Soběslav se vrátil do vlasti a získal úděly Žatecko, Brněnsko a Znojemsko; Olomoucko bylo Otovi II. vráceno již dříve. V roce 1115 založil Vladislav I. kladrubský klášter.

## Střídání na trůně
Poslechnout si článek · info

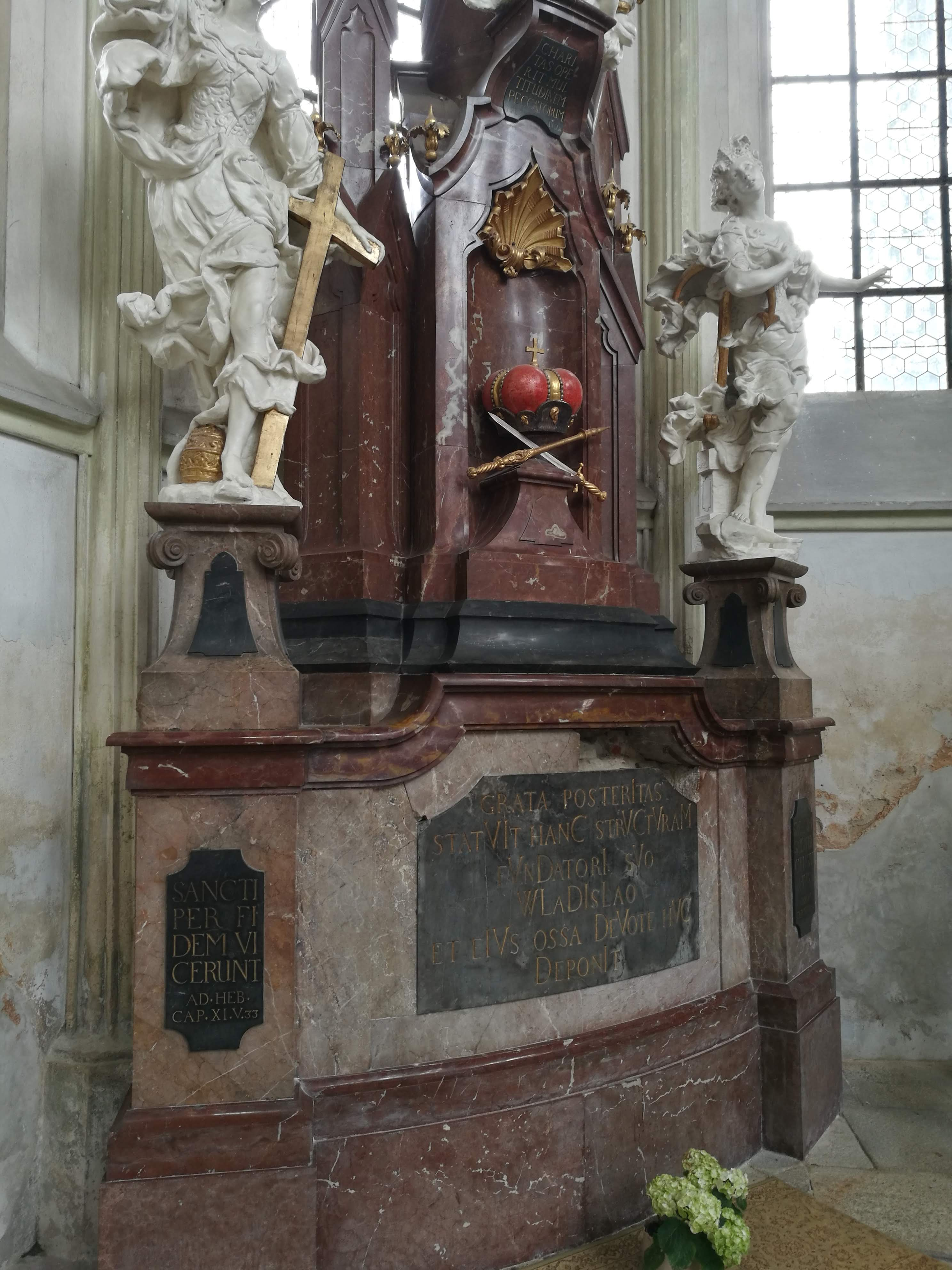
Hrob Vladislava I. v klášterním kostele v Kladrubech

Koncem roku 1117 se do Čech vrátil Bořivoj II., Vladislav I. mu z nepříliš jasných příčin dobrovolně předal vládu a pro sebe si vyčlenil panství na Žatecku.
V létě 1120 se Vladislav I. znovu ujal vlády, Bořivoj II. prchl do Uher. Poslední roky byly opět ve znamení rozporů – Soběslav (I.) byl zbaven moravských údělů a hledal útočiště v cizině. Brněnsko získal Ota II. Olomoucký, Znojemsko Konrád II., syn Litolda Znojemského.
Nedlouho před svou smrtí určil Vladislav jako svého nástupce Otu II. Olomouckého, teprve na nátlak královny vdovy Svatavy a biskupa Oty Bamberského změnil rozhodnutí. Příštím knížetem se stal Soběslav I.
Vladislav I. byl pohřben v benediktinském kladrubském klášteře. Původně byl zřejmě uprostřed hlavní lodi konventního chrámu Panny Marie, hrob byl otevřen roku 1653 při opravě chrámu. V současnosti je jeho náhrobek v barokním slohu v severní částí chóru.

## Potomci
S manželkou Richenzou z Bergu († 1125) měl Vladislav I. čtyři děti:
- Vladislav (1110? – 1174), český kníže a král

∞ 1140 Gertruda Babenberská
∞ 1153 Judita Durynská
- Děpolt I. (1120/25 – 1167), zakladatel rodu Děpolticů

∞ Gertruda Braniborská
- Jindřich († po 1169)

∞ Markéta
- Svatava († po 1146)

∞ Fridrich z Bogenu, purkrabí v Řezně

## Zajímavosti

### Případ Jakuba Apelly
Vedle domácích lidí žili ve středověkém českém státě i cizinci. Jistě už v 11. století bydleli v podhradí hradu Prahy Židé, kteří tu měli i synagogu. Židovští usedlíci se zabývali nejčastěji obchodem, ale i řemeslem. Obchodovali s běžným kupeckým zbožím, měli však významné postavení i v obchodu s otroky. Byli pověstní svým bohatstvím. Dle Kosmovy kroniky radila v roce 1091 kněžna Virpirka králi Vratislavovi I.: „Nikde se lépe neobohatíš ani se více nezvelebíš než v podhradí pražském a v ulici vyšehradské. Tam jsou Židé, mající plno zlata a stříbra…“
Koncem května 1096 prošla Prahou část účastníků 1. křížové výpravy. Křižáci „se obořili na Židy a proti jejich vůli je křtili a ty, kteří se protivili, zabíjeli.“ Po jejich odchodu se většina Židů vrátila k víře svých otců, někteří však alespoň navenek v křesťanství setrvali. Jeden z nich, Jakub Apella, se domohl vysokého postavení a zastával úřad „místopána po knížeti“. Kosmas ho nazval synem ďábla a tvrdil, že jeho působení bylo hrozným peklem pro křesťanský lid. „Jeho usmolená pravice čeho se dotkne, poskvrní, a jeho dech, smrdutý jako baziliškův, usmrtí ty, jež ovane; o něm svědčí i velmi mnozí lidé pravdomluvní, že bylo častokrát viděti, jak mu boku stojí a služby koná satan v lidské podobě.“
Dle Kosmovy kroniky se však Jakub nakonec dal zaslepit svou mocí natolik, že tajně opět přijal židovství a v noci nechal rozbořit křesťanský oltář, jenž byl postaven v bývalé synagoze. Svaté ostatky, které byly v oltáři umístěny, vhodil do svého záchodu. Dne 22. července 1124 byl Jakub Apella sesazen. Kronikář o tom napsal:
Kníže Vladislav, pln jsa Boha a horle horlivostí pro Krista, dal tohoto svatokrádce a zločince dne 22. července zatknouti a do těsného vězení zavříti. Ach, co mamonu nepravosti bylo z domu toho podvodníka pobráno a do pokladny knížecí uloženo! Mimo to Židé, jemu rovní v hříchu, složili knížeti, aby (...) nebyl sťat, tři tisíce hřiven stříbra a sto hřiven zlata; kníže pak z vnuknutí milosti Boží vykoupil křesťanské otroky ode všech Židů a zakázal, aby žádný křesťan u nich nesloužil.

Historik Petr Charvát vyslovil domněnku, že záminka, pod kterou byl Jakub obviněn, byla nejspíše falešná. Poukázal na velké jmění, které bylo Jakubovi zkonfiskováno, a na závratnou sumu, kterou museli Židé zaplatit, aby ho vysvobodili z žaláře. Podle Charváta potřeboval Vladislav I. vyždímat z Židů peníze. „Celá historka patří do obvyklého spektra praktik, k nimž se vrchnosti křesťanské Evropy uchylovaly, pokud jim právě chybělo oběživo…“

## Vývod z předků
|              |                       |  |                  |                          |  |  |  |  |  |  |  | Boleslav II. |
|              |                       |  |                  |                          |  |  |  |  |  |  |  |              |
|              | Oldřich               |  |                  |                          |  |  |  |  |  |  |  |              |
|              |                       |  |                  |                          |  |  |  |  |  |  |  |              |
|              |                       |  |                  | Emma ?                   |  |  |  |  |  |  |  |              |
|              |                       |  |                  |                          |  |  |  |  |  |  |  |              |
|              | Břetislav I.          |  |                  |                          |  |  |  |  |  |  |  |              |
|              |                       |  |                  |                          |  |  |  |  |  |  |  |              |
|              |                       |  |                  |                          |  |  |  |  |  |  |  |              |
|              |                       |  |                  |                          |  |  |  |  |  |  |  |              |
|              | Božena                |  |                  |                          |  |  |  |  |  |  |  |              |
|              |                       |  |                  |                          |  |  |  |  |  |  |  |              |
|              |                       |  |                  |                          |  |  |  |  |  |  |  |              |
|              |                       |  |                  |                          |  |  |  |  |  |  |  |              |
|              | Vratislav II.         |  |                  |                          |  |  |  |  |  |  |  |              |
|              |                       |  |                  |                          |  |  |  |  |  |  |  |              |
|              |                       |  |                  | Berthold ze Schweinfurtu |  |  |  |  |  |  |  |              |
|              |                       |  |                  |                          |  |  |  |  |  |  |  |              |
|              | Jindřich Nordgavský   |  |                  |                          |  |  |  |  |  |  |  |              |
|              |                       |  |                  |                          |  |  |  |  |  |  |  |              |
|              |                       |  |                  | Eilika z Walbecku        |  |  |  |  |  |  |  |              |
|              |                       |  |                  |                          |  |  |  |  |  |  |  |              |
|              | Jitka ze Schweinfurtu |  |                  |                          |  |  |  |  |  |  |  |              |
|              |                       |  |                  |                          |  |  |  |  |  |  |  |              |
|              |                       |  |                  | Herbert z Wetterau       |  |  |  |  |  |  |  |              |
|              |                       |  |                  |                          |  |  |  |  |  |  |  |              |
|              | Gerberga z Gleibergu  |  |                  |                          |  |  |  |  |  |  |  |              |
|              |                       |  |                  |                          |  |  |  |  |  |  |  |              |
|              |                       |  |                  | Irmtrud z Avalgau        |  |  |  |  |  |  |  |              |
|              |                       |  |                  |                          |  |  |  |  |  |  |  |              |
| Vladislav I. |                       |  |                  |                          |  |  |  |  |  |  |  |              |
|              |                       |  |                  |                          |  |  |  |  |  |  |  |              |
|              |                       |  | Boleslav Chrabrý |                          |  |  |  |  |  |  |  |              |
|              |                       |  |                  |                          |  |  |  |  |  |  |  |              |
|              | Měšek II. Lambert     |  |                  |                          |  |  |  |  |  |  |  |              |
|              |                       |  |                  |                          |  |  |  |  |  |  |  |              |
|              |                       |  |                  | Emnilda z Lužice         |  |  |  |  |  |  |  |              |
|              |                       |  |                  |                          |  |  |  |  |  |  |  |              |
|              | Kazimír I. Obnovitel  |  |                  |                          |  |  |  |  |  |  |  |              |
|              |                       |  |                  |                          |  |  |  |  |  |  |  |              |
|              |                       |  |                  | Ezzo Lotrinský           |  |  |  |  |  |  |  |              |
|              |                       |  |                  |                          |  |  |  |  |  |  |  |              |
|              | Richenza Lotrinská    |  |                  |                          |  |  |  |  |  |  |  |              |
|              |                       |  |                  |                          |  |  |  |  |  |  |  |              |
|              |                       |  |                  | Matylda Saská            |  |  |  |  |  |  |  |              |
|              |                       |  |                  |                          |  |  |  |  |  |  |  |              |
|              | Svatava Polská        |  |                  |                          |  |  |  |  |  |  |  |              |
|              |                       |  |                  |                          |  |  |  |  |  |  |  |              |
|              |                       |  |                  | Svjatoslav I. Kyjevský   |  |  |  |  |  |  |  |              |
|              |                       |  |                  |                          |  |  |  |  |  |  |  |              |
|              | Vladimír I. Kyjevský  |  |                  |                          |  |  |  |  |  |  |  |              |
|              |                       |  |                  |                          |  |  |  |  |  |  |  |              |
|              |                       |  |                  | Maluše                   |  |  |  |  |  |  |  |              |
|              |                       |  |                  |                          |  |  |  |  |  |  |  |              |
|              | Dobroněga Kyjevská    |  |                  |                          |  |  |  |  |  |  |  |              |
|              |                       |  |                  |                          |  |  |  |  |  |  |  |              |
|              |                       |  |                  |                          |  |  |  |  |  |  |  |              |
|              |                       |  |                  |                          |  |  |  |  |  |  |  |              |
|              |                       |  |                  |                          |  |  |  |  |  |  |  |              |
|              |                       |  |                  |                          |  |  |  |  |  |  |  |              |
|              |                       |  |                  |                          |  |  |  |  |  |  |  |              |
|              |                       |  |                  |                          |  |  |  |  |  |  |  |              |